# 惠达
惠達（?—?），一名慧達，是晉朝宗教人物。
惠达生平不詳，是否為晉朝人亦不詳。一說惠達著有《肇论疏》。肇论一词最早见于惠达《肇论疏》，事實上，最早《肇论》是由《宗本义》、《物不迁论》、《不真空论》、《般若无知论》、《涅槃无名论》所組成。《宗本義》則始見於陳小招提寺慧達的《肇論序》所述。
惠達是否著有《肇论疏》是歷史公案。日人中田勇次郎主張惠達與撰〈肇論序〉之惠達同一人，但是松本文三郎不同意此說。一說惠達著有《肇论疏》，而慧達著有《肇论序》，此為二人，慧達本人是陈朝小招提寺高僧。汤用彤的學生石峻认为“原录作晋慧（惠）达，实误。盖晋并州竺慧达，本名刘萨阿者，年代较肇早，当不得作《肇论疏》也”。有学者慧達认为即是作疏的惠达，也有学者持反对意见。汤用彤认为此惠达可能是陈慧达之误，又说“据现存日本《续藏经》中所谓之慧达《肇论疏》，四论次序与通行本不同，而且似阙《宗本义》。日本僧人称其为慧达所作，但不悉即小招提寺僧否。此为《肇论疏》之最古者，决在唐以前，甚可贵。”日僧大安寺安澄《中論疏記》屢屢引用的〈肇論述義〉中，多引惠達之言，所引著作皆出自南北朝之前，故知《肇论疏》是南北朝前之著作。